# Fiat 670
Le Fiat 670 est le premier camion polyvalent italien, lié à la reconstruction du pays. C'est un modèle de camion porteur particulier qui ne pouvait pas tracter une remorque, fabriqué par le constructeur italien Fiat V.I. de 1949 à 1952.
Il connaîtra une seule version "N" avec la première cabine avancée Fiat.
Ce véhicule sera fabriqué pendant quatre ans et sera remplacé par le Fiat 671N, il couvre la tranche de transport de 14 à 18 tonnes en porteur isolé.

## Le Fiat 670 en synthèse
Au lendemain de la guerre, l'Italie se voit sanctionnée et interdire de fabriquer des camions à trois essieux ! les 6x4. Quel était l'intérêt des alliés dans cette sanction ? Personne ne le sait.
Cette obligation ajoutée à celle d'un code de la route tatillon qui oblige les constructeurs à mettre sur le marché des camions par type de transport, pouvant tracter ou pas une remorque, justifie la naissance du Fiat 670 en plus du Fiat 680.
En fait, ces deux camions reposent sur le même châssis mais attendu que le 670 n'est pas destiné à tracter une remorque, il recevra un moteur de moindre puissance. Il sera transformé par les spécialistes italiens en la matière pour devenir un 6x2, avec un troisième essieu simple directeur et relevable, placé à l'arrière, sur un châssis allongé.
Comme le Fiat 680, il jouera un rôle important dans la reconstruction du pays mais uniquement en version porteur isolé, ce qui lui offrira de moindres débouchés dans les transports longue distance. Il a un peu été oublié dans l'esprit des transporteurs qui ont porté leur dévolu sur son grand frère, le Fiat 682.
Doté du moteur 6 cylindres en ligne Fiat 364 de 6 032 cm3 de cylindrée, la première série développait une puissance de 72 ch à seulement 2 200 tr/min et un couple maximum à seulement 1 000 tr/min.
Comme toute la gamme Fiat V.I. de l'époque, et cela jusqu'en 1974, la conduite est à droite pour le marché italien, à gauche pour l'exportation, sauf Grande-Bretagne.
Outil de travail sans problèmes, comme les Lancia 3Ro, il sera beaucoup employé pour les transports interrégionaux. Quasiment tous les modèles ont été équipés du 3e essieu pour porter le PTC à 18 tonnes. De nombreux carrossiers italiens ont retravaillé ce modèle en lui ajoutant le 3e essieu autodirecteur arrière mais ont également présenté leur propre cabine sur le châssis de la première série d'origine Fiat V.I., comme Viberti, Cab, Bartoletti, Orlandi.
Il est dommage que ce modèle digne de grand intérêt soit tombé dans l'oubli et n'ait jamais eu la reconnaissance de ses utilisateurs. Peut être est-ce parce qu'ils ont aussi voulu oublier les rigueurs des lendemains de la guerre.

## Les différentes séries
| Modèle    | Années de production | Type moteur | Cylindrée | Puissance         | PTC     |
| --------- | -------------------- | ----------- | --------- | ----------------- | ------- |
| Fiat 670N | 1949 - 1952          | Fiat 364    | 6 032 cm3 | 72 à 2 200 tr/min | 14-18 t |
| Fiat 671N | 1953 - 1963          | Fiat 364A   | 6 650 cm3 | 92 à 2 000 tr/min | 14-18 t |